# Горанова, Маргарита
Маргарита Горанова (28 августа 1947 года, Плевен, Народная Республика Болгария) — болгарская певица.

## Биография
Родилась 28 августа 1947 года в городе Плевен. Поёт с самого раннего возраста.
До 10-го класса Горанова пела в хоре «Бодра Смяна», а затем в Академии. В 1973 году окончила Болгарскую государственную консерваторию в классе Ирины Чмиховой. Свою первую запись — песню «Разделение» (Борис Карадычев) — сделала в 1972 году, когда была студенткой, а песня стала «Мелодией февраля» 1973 года. Её первые концертные выступления состоялись в развлекательных программах Культурного отдыха и Балкантуриста. С 1976 по 1979 год была солисткой оркестра «София».
В 1983 году «Балкантон» выпустил её первый полнометражный плейлист «Песня для двоих». Из песен, которые она представляет на фестивалях, ей присуждаются следующие награды:
- «Как хорошо» (В. Тодоров) — вторая премия на фестивале «Золотой Орфей» в 1979 году;
- «Песня для двоих» (Димитар Вальчев) — третья премия на том же фестивале, но в 1980 году;
- «Кто возвращается» (П. Петров) — награждение зрителей конкурса «Песни за море, Бургас и его трудящихся»

Она выступала в Германии, Польше, Сербии, Чехии, России, Кубе и Монголии. Снялась в фильме «Крестьянин с колесом».
Уходит со сцены ровно в 50 лет, не празднует и не выпускает запланированный юбилейный альбом. Певица проводит лечение от онкологического заболевания, которое прерывает её выступления, но выходит из неё как победитель.
Для неё пишут её композиторы, такие как Георгий Костов, Тончо Русев, Зорница Попова, Морис Аладжем, Вили Казасян, Александр Иосифов, Мария Ганева, Иван Пеев, Любомир Дамянов и другие.